# Idioma tegali
El Tegali es una de dos idiomas del familia Rashad. Es el idioma más grande en el familia. Se cree que pertenece al hipotético familia Níger-Congo. Se habla en el estado de Kordofán del Sur, Sudán .

## Clasificación
Tegali es una de dos idiomas en la familia rashad, el otra es Tagoi, que comparten aproximadamente el 70% del vocabulario básico en la lista de 100 palabras Swadesh. Estas lenguas se hablan en las colinas Tegali, en el noreste de las montañas Nuba, hogar del antiguo "Reino Tegali". La diferencia más notoria entre los dos grupos de dialectos es que Tagoi tiene un sistema complejo de clases de sustantivos, pero Tegali no tiene. Existen diferentes explicaciones de por qué los dialectos tegali no tiene un sistema de clases de sustantivos. Greenberg (1963) excluye la posibilidad de un préstamo masivo de vocabulario básico en tagoi y supone la pérdida de clases de sustantivos en los dialectos tegali.

## Dialectos/variedades
Tegali tiene tres variedades, Rashad, Tegali y Tingal. Ethnologue afirma que los dialectos Rashad y Tegali son casi idénticos. Tucker y Bryan también enumeran a Rashad como casi idéntico a Tegali como "quizás una mera variación de un idioma"; sin embargo, Greenberg lo enumera como un idioma separado. Glottolog también clasifica como un solo idioma. Welmers sugiere Tingal como un dialecto de Tegali; Tucker y Bryan informan que esto es diferente de Tegali y Rashad, pero definitivamente pertenece a la rama Tegali.

## Distribución geográfica
Hay 35.700 hablantes nativos de tegali en el estado de Kordofán del Sur, Sudán. Los hablantes se distribuyen en las colinas entre las carreteras Rashud-Rashad y Rashad-Umm Ruwaba, y algunos hablantes en otras colinas cercas.
Entre de los dialectos, Tegali tiene la más hablantes, con alrededor de 16.000 ubicados en la cordillera de Tegali . Rashad tiene la segunda más, con alrededor de 5.000 hablantes en las colinas de Rashad en el área sur de la cordillera de Tegali, y también en la ciudad de Rashad. Tingal (Kajakja) tiene alrededor de 2.100 hablantes también.

## Fonología

### Consonantes
|            |            | Labial | Alveolar | Postalveolar. / Palatal | Velar | Glotal |
| ---------- | ---------- | ------ | -------- | ----------------------- | ----- | ------ |
| Nasal      | Nasal      | m      | n        | ɲ                       | ŋ     |        |
| Oclusiva   | sin voz    | p      | t        | c                       | k     |        |
| Oclusiva   | expresado  | b      | d        | ɟ                       | ɡ     |        |
| Oclusiva   | prenasal   | ᵐb     | ⁿd       |                         | ᵑɡ    |        |
| Fricativa  | Fricativa  | f      | s        | ʃ                       |       | ( h )  |
| Lateral    | Lateral    |        | l        |                         |       |        |
| Rótico     | Rótico     |        | r        | ɽ                       |       |        |
| aproximado | aproximado | w      |          | j                       |       |        |

- /ɽ/ corresponde a [r] que se escucha comúnmente en Tagoi
- En el dialecto Tagom se escucha una explosiva retrofleja /ɖ/.[9]
- /s/ y /h/ varían entre dialectos.[10]

### Vocales
|              | Anterior | Central | Posterior |
| ------------ | -------- | ------- | --------- |
| Cerrada      | i        |         | u         |
| Casi cerrada | ɪ        |         | ʊ         |
| Semicerrada  | e        | ə       | o         |
| Semiabierta  | ɛ        | ə       | ɔ         |
| Abierta      |          | a       |           |

- Los sonidos [ɨ, ʌ] también se escuchan en el dialecto Tagom.[9]

### Sistema numeral
Tegali tiene un sistema de conteo qué es similar al de Tagoi, pero ahora parecían haber desarrollado un sistema de numeración más completo.